# Blanca Torterolo
Blanca Torterolo (c. 1912 - ?) fue una velocista argentina que consiguió récords nacionales y sudamericanos. Uno de ellos, en diciembre de 1931, fue el de los 100 metros llanos en 12,7 segundos, por el que fue tapa de la revista deportiva El Gráfico del 16 de enero de 1932 (edición 653). Poseía también, desde octubre de 1931, el récord nacional argentino de los 80 metros representando al Club Atlético River Plate.

## Carrera deportiva
Se inicio en el atletismo en 1929 compitiendo para el Club Atlético River Plate. A los 19 años, en 1931, consiguió los récords antes mencionados.
Se la considera una pionera del deporte femenino en Argentina. Junto a su hermana Clotilde Torterolo (quien corría como fondista) y otras tres mujeres, las hermanas Irma y Wanda Concogni, y Nelia Fonda, también practicaba remo en el Riachuelo, cerca de la isla Maciel.
Mientras remaban, los obreros del puerto solían gritarles que fueran a lavar los platos, a lo que las hermanas Torterolo respondían con un Ya los lavamos.
Se retiró de su carrera deportiva en 1937.

## Vida personal
Venía de una familia de actores. Tanto sus padres como su hermano las apoyaron a ella y a su hermana Clotilde en sus carreras deportivas.
La revista Fémina, a sus 22 años, la describía así:

Pequeña, apenas alcanza el metro y medio, con peinado a lo varón pero esencialmente fémina. Es profesora de bordado y tiene la habilidad de preparar licores, postres, yemas y bizcochos.

Le gustaba cantar tangos.
Tras su retiro en 1937, Blanca Torterolo se casó con Miguel Tomás Crawley. Tuvieron una hija, Edith.
El cuñado de Blanca, esposo de Clotilde, fue el periodista Borocotó.